# Dead Peer Detection
Dead Peer Detection (DPD) é um método de detecção de um peer de IKE (Internet Key Exchange) inativo. O método usa padrões de tráfego IPsec para minimizar o número de mensagens necessárias para confirmar a disponibilidade de um peer. O DPD é usado para recuperar os recursos perdidos no caso de um par ser encontrado morto e também ser usado para executar um failover de peer IKE.